# 韋斯特菲爾德 (北卡羅萊納州)
韋斯特菲爾德（英語：Westfield）是位於美國北卡羅萊納州薩里縣的非建制地區。

## 歷史
韋斯特菲爾德的郵局自1834年營運至今。

## 地理
韋斯特菲爾德所處的海拔為高於海平面382米（即1253英呎），而該地所採用的時區為UTC-5，即北美东部时区（EST）。同時該地設有夏令時間，為UTC-5調快一小時，即UTC-4（EDT）。